# Starczewice
Starczewice – wieś w Polsce położona w województwie mazowieckim, w powiecie siedleckim, w gminie Korczew. Ma status sołectwa.
Miejscowość znajduje się w Nadbużańskim Parku Krajobrazowym, nad rzeką Bug, 4 km od miejscowości Korczew.
W latach 1975−1998 miejscowość administracyjnie należała do województwa siedleckiego.
Wierni kościoła rzymskokatolickiego należą do parafii św. Stanisława Biskupa Męczennika i św. Anny w Knychówku.